# Култов филм
Култов филм е филм, който е събрал голяма фен база и се доказал през годините като филмова класика. Тези филми се отличават с огромна популярност сред киноманите и често предизвикват спорове и дебати сред тези, които са ги гледали. Не е задължително култовият филм да е бил блокбъстър или да е спечелил много награди, като дори по-голямата част от тези филми не могат да се похвалят с това.
Най-често култовите филми се различават от големите филмови хитове, като включват философски теми, провокират зрителя, трудно разбираеми са или прекаленно странни. За пръв път изразът е използван през 1970 за филма на Алехандро Ходоровски – Къртицата (El Topo).

## Някои примери за култови филми
- 2001: Космическа одисея (1968)
- Къртицата (1971)
- Гумена глава (1977)
- Портокал с часовников механизъм (1971)
- Сталкер (1979)
- Лудия Макс (1979)
- Блейд Рънър (1982)
- Ракета в бутилка (1996)
- Бразилия (1985)
- Големият Лебовски (1998)
- Боен клуб (1999)
- Дони Дарко (2001)